# Zasoby rzeczowe przedsiębiorstwa
Zasoby rzeczowe przedsiębiorstwa – czynniki wytwórcze posiadane i kontrolowane przez przedsiębiorstwo, które mają formę materialną. Można do nich przykładowo zaliczyć aktywa trwałe (nieruchomości, urządzenia techniczne, maszyny, środki transportu) oraz niektóre aktywa obrotowe (surowce, zapasy). W najszerszym ujęciu zasoby rzeczowe są wykorzystywane do realizacji określonych celów przedsiębiorstwa.
Oprócz zasobów rzeczowych w przedsiębiorstwie można również wyróżnić zasoby ludzkie (np. pracownicy), zasoby finansowe (np. środki pieniężne) oraz zasoby informacyjne (np. know-how, bazy danych).